# مصطفى قيطوني
مصطفى قيطوني  من مواليد 3 سبتمبر 1949 في وجدة ، المغرب ، سياسي جزائري . هو وزير الطاقة في الحكومة أحمد أويحيى العاشر.

## سيرة

### التكوين
مصطفى قيطوني حاصل على درجة علمية في الجيوديسيا وقواعد الصور والحوسبة التطبيقية.

### مهنة
منذ بداية حياته المهنية يعمل مصطفى قيطوني في قطاع الطاقة. بالفعل، في السبعينيات، بدأ مصطفى قيطوني حياته المهنية في سونلغاز كمهندس حكومي. وهو متخصص في تقنيات إنتاج الطاقة والنقل والتوزيع وكذلك إدارة المشاريع والموارد البشرية.
بعد ذلك، من عام 1985 إلى عام 1997 ، شغل العديد من المناصب والمسؤوليات الفنية بما في ذلك كمدير للتوزيع في ولايات سعيدة ومعسكر وهران
ثم تم تعيينه مديراً لمناطق توزيع بشار والجزائر . المناصب التي سيشغلها من 1997 إلى 2005 قبل ترقيته إلى منصب المدير العام لـ SDA (في البداية سونلغاز للتوزيع الجزائر ثم، 2009 ، شركة توزيع الكهرباء والغاز التابعة للجزائر  ) التي أنشأتها Sonelgaz في عام 2006. منصب يشغله منذ عام 2006 وحتى نهاية عام 2008.
بعد ذلك، تم تعيين مصطفى قيطوني في منصب كبير المديرين التنفيذيين في شركة سونلغازحيث يتولى مسؤولية التوزيع. في هذا السياق، يقوم بتنسيق عمل شركات التوزيع الأربع (SDA ، SDE ، SDO و SDC).
في عام 2016 ، تم تغيير اسمه إلى الرئيس والمدير التنفيذي لشركة Sonelgaz.

### مهنة سياسية
25 مايو 2017 ، تم تعيين مصطفى القيطوني وزيراً للطاقة في حكومة الطاقة عبد المجيد طبون  تم إعادة تعيينه في حكومة أحمد أويحيى في أغسطس 2017.
خلال فترة ولايته في أكتوبر 2017 ، تحدث عن حاجة الجزائر إلى فرض ضريبة نفط جذابة من أجل جذب شركات النفط العالمية الكبرى.

### الخلافات
الوظائف التي يشغلها ابنه محمد كامل القيطوني، الشريك الإداري لـ EURL EERGEA ، ستلقي بظلال من الشك على بعض تضارب المصالح 